# Fabricius (månekrater)
 For alternative betydninger, se Fabricius. (Se også artikler, som begynder med Fabricius)
Fabricius er et nedslagskrater på Månen. Det befinder sig på den sydlige halvkugle på Månens forside og er opkaldt efter den tyske astronom David Fabricius (1564 – 1617).
Navnet blev officielt tildelt af den Internationale Astronomiske Union (IAU) i 1935.

## Omgivelser
Fabriciuskrateret ligger i den nordøstlige del af Janssen-bassinet. Det er forbundet med den nord-nordvestlige rand af det lidt større Metiuskrater.

## Karakteristika
Krateret har flere centrale toppe, som når en højde på 0,8 km, og der er en ujævn højderyg mod nordvest, som løber i nord-sydlig retning. Kraterranden er knoldet og noget udvidet, mest mod sydvest og syd.

## Satellitkratere
De kratere, som kaldes satellitter, er små kratere beliggende i eller nær hovedkrateret. Deres dannelse er sædvanligvis sket uafhængigt af dette, men de får samme navn som hovedkrateret med tilføjelse af et stort bogstav. På kort over Månen er det en konvention at identificere dem ved at placere dette bogstav på den side af satellitkraterets midte, som ligger nærmest hovedkrateret. Fabriciuskrateret har følgende satellitkratere:
| Fabricius | Længde  | Bredde  | Diameter |
| --------- | ------- | ------- | -------- |
| A         | 44,6° S | 44,0° Ø | 45 km    |
| B         | 43,6° S | 44,9° Ø | 17 km    |
| J         | 45,8° S | 45,2° Ø | 16 km    |

## Måneatlas
- Billeder af Fabriciuskrateret i LPI-måneatlasset